# Фарук, Хайтам
Хайта́м Фару́к (араб. هيثم فاروق أبو علو‎, род. 4 января 1971, Александрия) — египетский футболист, выступавший на позиции защитника. Участник летних Олимпийских игр 1992 года.

## Биография
Свою карьеру Хайтам Фарук начал в клубе «Эль-Олимпи». В 1996 году 25-летнего египтянина покупает голландский «Фейеноорд». В сезоне 1996/97 Фарук провёл всего 4 матча в составе нидерландского клуба (2 в чемпионате, 1 в кубке и ещё 1 в кубке УЕФА). Летом Фарук перебрался в Швецию, в «Хельсингборг», откуда спустя год уехал в Бельгию, в «Остенде». Отыграв сезон в бельгийском чемпионате Хайтам возвращается в Египет, где и играл до завершения карьеры.
В 1992 году Фарук принял участие в летних Олимпийских играх. На турнире Хайтам сыграл всего одну игры, выйдя в основном составе в матче против сборной Колумбии, но уже на 30-й минуте, при счёте 1:2 в пользу колумбийцев, Фарук был заменён.